# Malia Metella
Malia Metella (Cayenne (Frans-Guyana), 23 februari 1982) is een Franse zwemster. Zij vertegenwoordigde haar vaderland op de Olympische Zomerspelen 2004 in Athene, Griekenland en de Olympische Zomerspelen 2008 in Peking, China.

## Zwemcarrière
Bij haar internationale debuut, op de Europese kampioenschappen kortebaanzwemmen 2001 in Antwerpen, België, strandde Metella in de series van de 50 meter vrije slag. In Riesa, Duitsland nam de Française deel aan de EK kortebaan 2002, op dit toernooi werd ze uitgeschakeld in de halve finales van de 50 en de 100 meter vlinderslag en in de series van de 50 en de 100 meter vrije slag. Samen met Aurore Mongel, Laure Manaudou en Solenne Figuès eindigde ze als achtste op de 4x50 meter vrije slag. Op de EK kortebaan 2003 in Dublin, Ierland veroverde Metella de Europese titel op de 100 meter vrije slag en de bronzen medaille op de 50 meter vrije slag, op de 100 meter vlinderslag eindigde ze als vierde en op de 50 meter vlinderslag liet ze de halve finales schieten. Op de 4x50 meter vrije slag eindigde ze samen met Laure Manaudou, Magali Monchaux en Angéla Tavernier op de zesde plaats. In Madrid, Spanje nam de Française deel aan de Europese kampioenschappen zwemmen 2004, op dit toernooi veroverde ze de Europese titel op de 100 meter vrije slag en sleepte ze de zilveren medaille in de wacht op de 100 meter vlinderslag. Op de 4x100 meter vrije slag legde ze samen met Solenne Figuès, Céline Couderc en Aurore Mongel beslag op de Europese titel, samen met Laure Manaudou, Laurie Thomassin en Aurore Mongel veroverde ze de Europese titel op de 4x100 meter wisselslag. Tijdens de Olympische Zomerspelen van 2004 in Athene, Griekenland sleepte Metella de zilveren medaille in de wacht op de 50 meter vrije slag, op de 100 meter vrije slag eindigde ze als vierde en op de 100 meter vlinderslag strandde ze in de halve finales. Samen met Solenne Figuès, Céline Couderc en Aurore Mongel eindigde ze als vijfde op de 4x100 meter vrije slag. Op de EK kortebaan 2004 in de Oostenrijkse hoofdstad Wenen veroverde de Française de Europese titel op de 100 meter vrije slag en de bronzen medaille op de 100 meter vlinderslag, op de 50 meter vrije slag eindigde ze als vierde. Samen met Elsa N'Guessan, Aurore Mongel en Céline Couderc eindigde ze als vierde op de 4x50 meter vrije slag, op de 4x50 meter wisselslag eindigde ze samen met Alexandra Putra, Anne Sophie Le Paranthoën en Aurore Mongel op de vijfde plaats.

### 2005-2008
Tijdens de Wereldkampioenschappen zwemmen 2005 in Montreal, Canada sleepte Metella de zilveren medaille in de wacht op de 100 meter vrije slag, op de 50 meter vrije slag strandde ze in de halve finales en op de 100 meter vlinderslag in de series. Samen met Solenne Figuès, Céline Couderc en Aurore Mongel eindigde ze als vijfde op de 4x100 meter vrije slag. Op de Europese kampioenschappen zwemmen 2006 in Boedapest, Hongarije eindigde de Française als vierde op de 50 meter vrije slag, op de 100 meter vrije slag en de 100 meter vlinderslag werd ze uitgeschakeld in de series. Op de 4x100 meter vrije slag sleepte ze samen met Alena Poptsjanka, Aurore Mongel en Céline Couderc de bronzen medaille in de wacht. In Helsinki, Finland nam Metella deel aan de EK kortebaan 2006, op dit toernooi eindigde ze als zevende op de 50 meter vrije slag en strandde ze in de halve finales van de 100 meter vlinderslag en in de series van de 100 meter vrije slag. Op de 4x50 meter vrije slag eindigde ze samen met Alena Poptsjanka, Camille Muffat en Céline Couderc op de vierde plaats, samen met Laure Manaudou, Anne Sophie Le Paranthoën en Alena Poptsjanka eindigde ze als vierde op de 4x50 meter wisselslag. Tijdens de Wereldkampioenschappen zwemmen 2007 in Melbourne, Australië eindigde de Française als zevende op de 50 meter vrije slag en als achtste op de 100 meter vrije slag, samen met Alena Poptsjanka, Céline Couderc en Aurore Mongel eindigde ze als zesde op de 4x100 meter vrije slag. In Debrecen, Hongarije nam Metella deel aan de EK kortebaan 2007, op dit toernooi eindigde ze als vierde op de 50 meter vrije slag en als vijfde op de 100 meter vrije slag en strandde ze in de series van de 100 meter vlinderslag. Samen met Laure Manaudou, Anne Sophie Le Paranthoën en Alena Poptsjanka sleept ze de bronzen medaille in de wacht op de 4x50 meter wisselslag, op de 4x50 meter vrije slag eindigde ze samen met Alena Poptsjanka, Céline Couderc en Hanna Shcherba-Lorgeril als vierde. Op de Europese kampioenschappen zwemmen 2008 in Eindhoven, Nederland eindigde de Française als vierde op de 50 meter vrije slag. Tijdens de Olympische Zomerspelen van 2008 in Peking, China strandde Metella in de halve finales van de 50 en de 100 meter vrije slag. Op de 4x100 meter vrije slag eindigde ze samen met Céline Couderc, Alena Poptsjanka en Ophélie-Cyrielle Etienne op de vijfde plaats.

### Afscheid
Op een persconferentie op 2 november 2009 kondigde Metella aan dat ze een punt zette achter haar zwemcarrière. Ze had het te moeilijk om competitiezwemmen te combineren met haar studies en koos voor haar studies journalistiek.

## Internationale toernooien
| Jaar | Olympische Spelen                                                                                            | WK langebaan                                                                                              | WK kortebaan  | EK langebaan                                                                                              | EK kortebaan |
| ---- | --- | --- | ------------- | --- | --- |
| 2001 | | geen deelname                                                                                             |               | | 21ste 50 meter vrije slag |
| 2002 | | | geen deelname | geen deelname                                                                                             | 14de 50 meter vlinderslag 16de 100 meter vlinderslag 17de 50 meter vrije slag 23ste 100 meter vrije slag 8ste 4x50 meter vrije slag |
| 2003 | | geen deelname                                                                                             |               | | 100 meter vrije slag · 50 meter vrije slag · 4de 100 meter vlinderslag · 6de 4x50 meter vrije slag                                  |
| 2004 | 50 meter vrije slag · 4de 100 meter vrije slag · 9de 100 meter vlinderslag · 5de 4x100m vrije slag estafette | | geen deelname | 100 meter vrije slag · 100 meter vlinderslag · 4x100 meter vrije slag · 4x100 meter wisselslag            | 100 meter vrije slag · 100 meter vlinderslag · 4de 50 meter vrije slag · 4de 4x50 meter vrije slag · 5de 4x50 meter wisselslag      |
| 2005 | | 100 meter vrije slag · 9de 50 meter vrije slag · 20ste 100 meter vlinderslag · 5de 4x100 meter vrije slag |               | | geen deelname |
| 2006 | | | geen deelname | 4de 50 meter vrije slag · 18de 100 meter vrije slag · 19de 100 meter vlinderslag · 4x100 meter vrije slag | 7de 50 meter vrije slag 9de 100 meter vlinderslag 17de 100 meter vrije slag 4de 4x50 meter vrije slag 4de 4x50 meter wisselslag     |
| 2007 | | 7de 50 meter vrije slag 8ste 100 meter vrije slag 6de 4x100 meter vrije slag                              |               | | 4de 50 meter vrije slag · 5de 100 meter vrije slag · 18de 100 meter vlinderslag · 4x50 meter wisselslag · 4de 4x50 meter vrije slag |
| 2008 | 9de 100 meter vrije slag 12de 50 meter vrije slag 5de 4x100m vrije slag estafette                            | | geen deelname | 4de 50 meter vrije slag                                                                                   | geen deelname |

## Referentie
1. ↑  (en)  Profiel van Malia Metella op sports-reference.com (gearchiveerd)
2. ↑  "Metella, clap de fin". L'Equipe.fr, 31 oktober 2009